# Червинка, Винценц
Винценц Червинка (чеш. Vincenc Červinka; 2 сентября 1877, Колин — 2 октября 1942, Прага) — чешский писатель
, журналист, публицист и переводчик.
Изучал медицину в Пражском университете, затем филологию в Берлине и Санкт-Петербурге. По возвращении в Чехию сблизился с Алоисом Рашином, в 1901—1905 гг. работал ответственным редактором еженедельника «Slovo». В 1905 г. около года провёл вновь в Санкт-Петербурге как корреспондент газеты «Národní listy», затем совместно с Карлом Крамаржем начал издавать журнал «Nová česká politika», входил в состав редакции журнала «Zlatá Praha». С 1907 г. снова в газете «Národní listy», в которой дослужился до поста заместителя главного редактора; вёл постоянную рубрику «Из славянского мира» (чеш. Ze světa slovanského). Публиковал переводы произведений Ивана Бунина, Леонида Андреева, Аркадия Аверченко и других русских авторов на чешский язык; переводил также пьесы еврейского драматурга Лео Биринского.
3 июля 1916 года вместе с Рашином, Крамаржем и другими приговорён к смертной казни за участие в чешском движении за независимость. Затем смертная казнь была заменена на 20 лет каторги, а после распада Австро-Венгрии все участники дела были освобождены. В 1928 г. Червинка опубликовал воспоминания об этом эпизоде под названием «Моя австрийская тюрьма» (чеш. Moje rakouské žaláře).
В независимой Чехословакии Червинка продолжал работать в газете «Národní listy» до 1934 г., был избран первым председателем Профсоюза чехословацкой ежедневной прессы (чеш. Syndikát denního tisku československého). В 1919—1920 гг. совершил кругосветное путешествие, отправившись для чтений лекций в США, оттуда перебравшись на Дальний Восток и в Сибирь для встречи с чешскими легионерами, а затем вернувшись в Европу через Китай, Индию и Суэцкий канал. До 1934 г. курировал книжную серию «Русская библиотека» (чеш. Ruská knihovna) в издательстве Отто, перевёл на чешский язык сочинения Валерия Брюсова, Михаила Булгакова, Михаила Зощенко, Ивана Наживина, Валентина Катаева.
Удостоен литовского ордена Гедимина III ступени (1928).